# Trinidad Martínez Tarragó
Trinidad Martínez Tarragó (Barcelona, Espanha, 1 de Dezembro de 1928 - 5 de julho de 2018) foi uma economista mexicana de origem espanhola. 

## Carreira
Foi fundadora do Centro de Investigação e Docencia Económicas (CIDE).
Morreu em 5 de julho de 2018.